# Círculo de Ajedrez de Villa Martelli

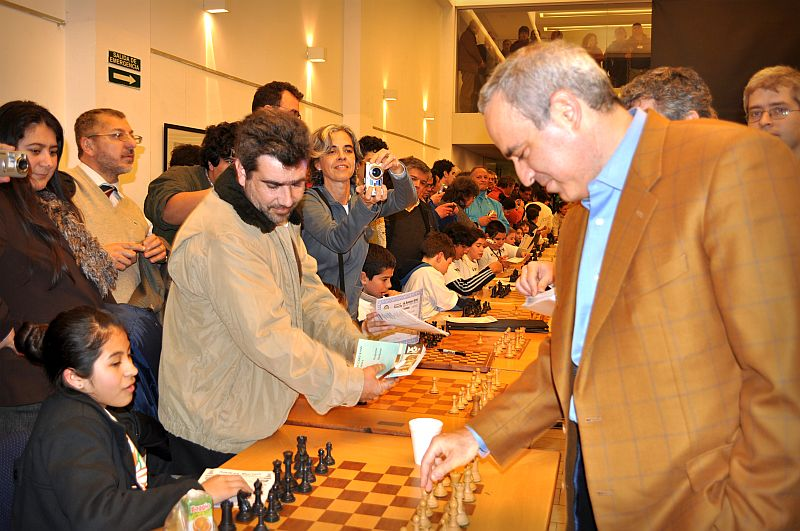
El ex Campeón Mundial Gary Kasparov jugando una simultánea contra jóvenes en el Círculo de Ajedrez de Villa Martelli, año 2010

El Círculo de Ajedrez de Villa Martelli es un club de ajedrez fundado en el año 1954, que se encuentra entre los más importantes de Argentina. Su sede se encuentra en el barrio de Villa Martelli, Partido de Vicente López, Provincia de Buenos Aires. En la actualidad es líder en Latinoamérica dentro de su disciplina. En su edificio, uno de los más grandes del mundo entre los clubes de ajedrez, se organizan eventos nacionales e internacionales con asiduidad. Son socios de la institución numerosos Grandes Maestros. El club participa de la Liga Nacional de Ajedrez, habiendo logrado los Campeonatos Superiores de los años 2006 y 2008, la Copa de Campeones 2007, el Campeonato Nacional de Ajedrez Rápido 2007, y la Liga Nacional Femenina en los años 2006 y 2009.

## Partidas notables
En la primera edición del Magistral de la República Argentina, en el año 1997, tuvo lugar el encuentro en el que el GM Vladislav Tkachiev venció al GM Hugo Spangenberg en tan solo 12 movimientos, lo cual es sumamente inusual en partidas entre jugadores de ese nivel. 
Hugo Spangenberg (2574) - Vladislav Tkachiev (2638), Villa Martelli, Buenos Aires, 1997
1.e4 e5 2.Cc3 Cf6 3.Cf3 Cc6 4.Ab5 Cd4 5.Ac4 Ac5 6.Ce5 d5 7.Cxd5 Cxd5 8.Dh5 g6 9.Cxg6 Cc2+ 10.Rf1 Df6 11.f3 hxg6 12.Dxd5 Th5 0-1

## Grandes Maestros
Los siguientes Grandes Maestros Internacionales de la FIDE jugaron o visitaron el Círculo de Ajedrez de Villa Martelli.
- GM Mark Taimánov - (URSS)
- GM Lázló Szabó - (Hungría)
- GM Max Euwe - (Holanda)
- GM Bent Larsen - (Dinamarca)
- GM Anatoli Kárpov - (Rusia)
- GM Gari Kaspárov - (Rusia)
- GM Judit Polgár - (Hungría)
- GM Alexéi Shírov - (Letonia)
- GM Jan Ehlvest - (Estonia)
- GM Vladislav Tkachiev - (Kazajistán)
- GM Emile Sutovsky - (Israel)
- GM Gilberto Hernández - (México)
- GM Alejandro Ramírez - (Costa Rica)
- GM Reinaldo Vera - (Cuba)
- GM Neuris Delgado - (Cuba)
- GM Rafael Leitao - (Brasil)
- GM Gilberto Milos - (Brasil)
- GM Alexander Fier  - (Brasil)
- GM Giovanni Vescovi - (Brasil)
- GM Krikor Mekhitarian - (Brasil)
- GM Everaldo Matsuura - (Brasil)
- GM Julio Granda - (Perú)
- GM Jorge Cori Tello - (Perú)
- GM Emilio Córdova - (Perú)
- GM José Cubas  - (Paraguay)
- GM Axel Bachman - (Paraguay)
- GM Zenón Franco - (Paraguay)
- GM Eduardo Iturrizaga - (Venezuela)
- GM Oswaldo Zambrana - (Bolivia)
- GM Iván Morovic - (Chile)
- GM Rodrigo Vázquez - (Chile)
- GM Mauricio Flores Ríos - (Chile)
- GM Andrés Rodríguez - (Uruguay)
- GM Bartolomie Macieja - (Polonia)
- GM Partos Socko - (Polonia)
- GM Robert Kempinsky - (Polonia)
- GM Michal Olszewski - (Polonia)
- GM Aleksander Wojtkiewicz - (Polonia)
- GM Carlos García Palermo - (Italia)
- GM Miguel Najdorf - (Argentina)
- GM Oscar Panno - (Argentina)
- GM Raúl Sanguineti - (Argentina)
- GM Héctor Rossetto - (Argentina)
- GM Carlos Guimard - (Argentina)
- GM Rubén Felgaer - (Argentina)
- GM Sandro Mareco - (Argentina)
- GM Diego Flores - (Argentina)
- GM Antón Kovaliov - (Argentina)
- GM Damián Lemos - (Argentina)
- GM Salvador Alonso - (Argentina)
- GM Fernando Peralta - (Argentina)
- GM Ariel Sorín - (Argentina)
- GM Marcelo Tempone - (Argentina)
- GM Pablo Zarnicki - (Argentina)
- GM Pablo Ricardi - (Argentina)
- GM Diego Valerga - (Argentina)
- GM Sergio Slipak - (Argentina)
- GM Alejandro Hofmann - (Argentina)
- GM Daniel Cámpora - (Argentina)
- GM Pablo Lafuente  - (Argentina)
- GM Federico Pérez Ponsa - (Argentina)
- GM Miguel Quinteros  - (Argentina)
- GM Hugo Spangenberg  - (Argentina)